# Labordia cyrtandrae
Labordia cyrtandrae е вид растение от семейство Loganiaceae. Видът е критично застрашен от изчезване.

## Разпространение
Разпространен е в САЩ (Хавайски острови).